# Чушьёль
Чушьёль (устар. Чуш-Ёль, Чуша-Ель) — река в России, течёт по территории Усть-Куломского района Республики Коми и Чердынского района Пермского края. Устье реки находится в 150 км по правому берегу реки Северная Кельтма. Длина реки составляет 10 км, площадь водосборного бассейна 40 км².

## Данные водного реестра
По данным государственного водного реестра России относится к Двинско-Печорскому бассейновому округу, водохозяйственный участок реки — Вычегда от истока до города Сыктывкар, речной подбассейн реки — Вычегда. Речной бассейн реки — Северная Двина.
Код объекта в государственном водном реестре — 03020200112103000015180.